# Maher al-Assad
Maher al-Assad (em árabe: ماهر الأسد, nascido em 8 de dezembro de 1967) é o irmão do ex-presidente sírio Bashar al-Assad, e o ex-comandante da Guarda Republicana e da Quarta Divisão Blindada - a elite do Exército, que, juntamente com a polícia secreta da Síria, formaram o núcleo das forças de segurança do país. Ele fazia parte do círculo íntimo de Bashar e era considerado por alguns como o segundo homem mais poderoso da Síria, abaixo apenas do presidente.
Nascido dois anos após a tomada do poder por seu pai, Hafez al-Assad, ele estudou engenharia mecânica na Universidade de Damasco antes de escolher a carreira militar.
Após a morte em um acidente de carro de seu irmão Bassel al-Assad, o favorito para suceder Hafez al-Assad, foi mencionado como um possível sucessor. Finalmente seu irmão Bashar é escolhido. Maher al-Assad foi membro do Comitê Central do Partido Baath Sírio e um conselheiro próximo do irmão.
Desde que eclodiu, em 2011, no país uma violenta guerra civil para derrubar o regime da família Assad, Maher e suas tropas estiveram presentes nas maiores batalhas do conflito, sendo responsáveis por algumas importantes vitórias no campo de batalha. Contudo, ele também foi acusado de tomar parte em violentas repressões de movimentos pró-democracia no país. Para ativistas dentro e fora da Síria, Maher al-Assad se comporta como "um criminoso de guerra", sendo ele e suas forças diversas vezes acusadas de cometer várias atrocidades durante o conflito. Segundo informações de um jornal saudita, Maher teria perdido uma das pernas em um atentado, em Damasco, em agosto de 2012. Desde então, suas aparições públicas, que já eram muito raras, se tornaram nulas. Seu atual paradeiro e papel dentro da luta na Síria permanece desconhecido.
Após a queda do Governo Sírio em 8 de dezembro de 2024, a residência de Maher Al-Assad foi invadida e vasculhada por forças da oposição síria, onde foi encontrado um bunker sob a casa. Foi relatado posteriormente que Maher teria fugido para a Rússia após uma breve passada pelo Iraque.